# Garvestone
Garvestone è un villaggio e parrocchia civile dell'Inghilterra, appartenente alla contea del Norfolk.